# Pont d'impedància

Un circuit de càrrega i font simple.

En enginyeria d'àudio i gravació de so, un pont d'alta impedància, un pont de tensió o simplement una connexió de pont és aquell en què la impedància de càrrega és molt més gran que la impedància de la font. La càrrega mesura la tensió de la font mentre extreu corrent mínimament o l'afecta.

## Explicació
Quan la sortida d'un dispositiu (constituïda per la font de tensió VS i la impedància de sortida ZS a la il·lustració) està connectada a l'entrada d'un altre dispositiu (la impedància de càrrega ZL a la il·lustració), aquestes dues impedàncies formen un divisor de tensió:
{\displaystyle V_{L}={\frac {Z_{L}}{Z_{S}+Z_{L}}}V_{S}\,.}
Es pot maximitzar el nivell de senyal VL utilitzant una font de tensió la impedància de sortida ZS de la qual és tan petita com sigui possible i utilitzant un dispositiu receptor la impedància d'entrada ZL del qual és tan gran com sigui possible. Quan {\displaystyle Z_{L}\gg Z_{S}} (normalment almenys deu vegades), això s'anomena connexió de pont i té una sèrie d'efectes que inclouen:
- Avantatges:
  - Redueix l'atenuació de 6 dB provocada per la concordança d'impedància, la qual cosa ajuda a reduir la quantitat d'amplificació de compensació necessària[5] i mantenint una alta relació senyal-soroll.[6][7] Tanmateix, es pot utilitzar un transformador per fer coincidir la impedància i proporcionar una millor relació senyal-soroll. I l'atenuació de 6 dB es pot compensar fàcilment a l'amplificador.
  - Facilita la connexió de diverses càrregues a la mateixa font.[5]
  - Redueix el corrent extret del dispositiu font, la qual cosa ajuda a evitar malgastar energia i ajuda a reduir la distorsió. Menys corrent a través del cable també redueix la pèrdua de resistència.[7]
- Desavantatges:
  - L'augment de ZL possiblement augmenta la captació de soroll ambiental ja que la impedància paral·lela combinada de ZS || ZL (dominat per ZS) augmenta lleugerament, cosa que facilita que el soroll perdut condueixi el node del senyal.
  - Reflexió del senyal del canvi d'impedància. Tanmateix, per a les freqüències d'àudio, un quart de longitud d'ona a 20 kHz és d'aproximadament 2500 metres, de manera que els circuits d'àudio dels estudis mai es converteixen en veritables línies de transmissió.[7]

## Aplicacions
Limitar l'atenuació del senyal de tensió: el pont d'impedància s'utilitza normalment per evitar l'atenuació innecessària de la tensió i l'absorció de corrent a les connexions de nivell de línia o de micròfon on el dispositiu font té una impedància de sortida Z S inalterable. Afortunadament, la impedància d'entrada ZL dels circuits d'amplificador operacional moderns (i de molts circuits antics de tubs de buit) sovint és naturalment molt més alta que la impedància de sortida d'aquestes fonts de senyal i, per tant, són naturalment adequades per al pont d'impedància quan es reben i amplifican aquests senyals de tensió. . La impedància de sortida inherentment més baixa dels dissenys de circuits moderns facilita el pont d'impedància.
Augmentar l'eficiència elèctrica: l'eficiència η de subministrar potència a una impedància de càrrega purament reactiva RL des d'una font de tensió amb una impedància de sortida purament reactiva de RS:{\displaystyle \eta ={\frac {1}{1+R_{\mathrm {S} }/R_{\mathrm {L} }}}\,.}Aquesta eficiència es pot augmentar mitjançant el pont d'impedància, disminuint RS i/o augmentant RL.